# Conquering the Throne
Conquering the Throne – to debiutancki album grupy Hate Eternal. Nagrany w okresie luty – maj 1999, a wydany 2 listopada 1999 roku przez Wicked World Records.

## Lista utworów
| Nr  | Tytuł utworu                    | Autorzy        | Długość |
| --- | ------------------------------- | -------------- | ------- |
| 1.  | „Praise of The Almighty”        | Rutan          | 2:38    |
| 2.  | „Dogma Condemned”               | Rutan          | 3:00    |
| 3.  | „Catacombs”                     | Rutan          | 3:16    |
| 4.  | „Nailed to Obscurity”           | Rutan, Cerrito | 2:22    |
| 5.  | „By His Own Decree”             | Rutan          | 3:25    |
| 6.  | „The Creed Of Chaotic Divinity” | Rutan          | 2:58    |
| 7.  | „Dethroned”                     | Rutan, Cerrito | 2:36    |
| 8.  | „Sacrilege of Hate”             | Rutan          | 2:22    |
| 9.  | „Spiritual Holocaust”           | Rutan, Cerrito | 3:27    |
| 10. | „Darkness by Oath”              | Rutan          | 4:11    |
| 11. | „Saturated In Dejection”        | Rutan          | 3:08    |
|     |                                 |                | 33:23   |

## Twórcy
- Erik Rutan – śpiew, gitara
- Doug Cerrito – gitara
- Jared Anderson – wokal wspierający, gitara basowa
- Tim Yeung – perkusja